# Anna Maria Picarelli
Anna Maria Picarelli (Downey, 4 novembre 1984) è un'allenatrice di calcio ed ex calciatrice statunitense naturalizzata italiana, di ruolo portiere, dal 2014 assistente allenatore della rappresentativa calcistica femminile dell'Università Simon Fraser in Canada.
Ha fatto parte della rosa della nazionale italiana che ha partecipato ai campionati europei nel 2009, vestendo la maglia azzurra della nazionale in 42 incontri.

## Carriera

### Club
Di padre calabrese (ma con nonni paterni di Gaeta) e madre californiana, Anna Maria cresce calcisticamente nel paese del calcio femminile per antonomasia dove, come è consuetudine, gioca costantemente nelle squadre degli istituti scolastici che frequenta.
Attratta fin da piccola dal calcio maschile italiano, dopo aver giocato negli Stati Uniti come portiere da quando aveva 12 anni ma provando anche altri ruoli, sembrava non idonea al salto di qualità per la sua non alta statura.
Nel 2006 corona il suo sogno di giocare nel campionato italiano sottoscrivendo un contratto con una delle squadre di vertice, il Bardolino, che le permette di esordire in Serie A e di mettersi in luce ottenendo anche la convocazione nella nazionale italiana. Nonostante i suoi meriti sportivi, rimane portiere di riserva sia nel Bardolino dietro l'esperta Carla Brunozzi, che in nazionale (dietro a Chiara Marchitelli).
Al termine della stagione 2008-2009 Anna Maria decide di lasciare il club e di tornare in California per motivi familiari.
Nell'estate 2009 firma per il Los Angeles Legends con cui rimane fino al termine della stagione giocando in W-League, secondo livello del campionato statunitense femminile di calcio.
L'anno successivo firma con l'Ajax America Women che partecipa alla Women's Premier Soccer League (WPSL), rimanendo una sola stagione, per passare in seguito al Pali Blues, tre stagioni dal 2011 al 2013, per firmare con il Seattle Sounders Women dal 2014.

### Nazionale
Grazie alle ascendenze familiari che le garantiscono la cittadinanza, Picarelli ha potuto optare per la nazionale italiana, cogliendo così l'occasione per disputare l'europeo di Finlandia 2009.
Inserita in rosa dal commissario tecnico Pietro Ghedin, affronta la fase finale del torneo facendo il suo esordio il 25 agosto al Lahden stadion di Lahti, dove le Azzurre superano l'Inghilterra per 2-1.

## Statistiche

### Cronologia presenze e reti in nazionale
| Cronologia completa delle presenze e delle reti in nazionale ― Italia | Cronologia completa delle presenze e delle reti in nazionale ― Italia | Cronologia completa delle presenze e delle reti in nazionale ― Italia | Cronologia completa delle presenze e delle reti in nazionale ― Italia | Cronologia completa delle presenze e delle reti in nazionale ― Italia | Cronologia completa delle presenze e delle reti in nazionale ― Italia | Cronologia completa delle presenze e delle reti in nazionale ― Italia | Cronologia completa delle presenze e delle reti in nazionale ― Italia |
| Data                                                                  | Città                                                                 | In casa                                                               | Risultato                                                             | Ospiti                                                                | Competizione                                                          | Reti                                                                  | Note                                                                  |
| --------------------------------------------------------------------- | --------------------------------------------------------------------- | --------------------------------------------------------------------- | --------------------------------------------------------------------- | --------------------------------------------------------------------- | --------------------------------------------------------------------- | --------------------------------------------------------------------- | --------------------------------------------------------------------- |
| 30-1-2008                                                             | Martigues                                                             | Francia                                                               | 1 – 0                                                                 | Italia                                                                | Amichevole                                                            | -1                                                                    | 46’                                                                   |
| 12-3-2008                                                             | Olhão                                                                 | Svezia                                                                | 3 – 0                                                                 | Italia                                                                | Algarve Cup 2008 - Finale 5º posto                                    | -3                                                                    |                                                                       |
| 15-6-2008                                                             | Suwon                                                                 | Brasile                                                               | 2 – 1                                                                 | Italia                                                                | Coppa della Regina della Pace 2008                                    | -                                                                     | 84’                                                                   |
| 19-6-2008                                                             | Suwon                                                                 | Stati Uniti                                                           | 2 – 0                                                                 | Italia                                                                | Coppa della Regina della Pace 2008                                    | -2                                                                    |                                                                       |
| 8-4-2009                                                              | Kilmarnock                                                            | Scozia                                                                | 1 – 4                                                                 | Italia                                                                | Amichevole                                                            | -1                                                                    |                                                                       |
| 25-8-2009                                                             | Lahti                                                                 | Inghilterra                                                           | 1 – 2                                                                 | Italia                                                                | Euro 2009 - Fase a gironi                                             | -1                                                                    |                                                                       |
| 28-8-2009                                                             | Turku                                                                 | Italia                                                                | 0 – 2                                                                 | Svezia                                                                | Euro 2009 - Fase a gironi                                             | -2                                                                    |                                                                       |
| 31-8-2009                                                             | Helsinki                                                              | Russia                                                                | 0 – 2                                                                 | Italia                                                                | Euro 2009 - Fase a gironi                                             | -                                                                     |                                                                       |
| 4-9-2009                                                              | Lahti                                                                 | Germania                                                              | 2 – 1                                                                 | Italia                                                                | Euro 2009 - Quarti di finale                                          | -2                                                                    |                                                                       |
| 19-9-2009                                                             | Domžale                                                               | Slovenia                                                              | 0 – 8                                                                 | Italia                                                                | Qual. Mondiali 2011                                                   | -                                                                     |                                                                       |
| 23-9-2009                                                             | Rieti                                                                 | Italia                                                                | 1 – 0                                                                 | Portogallo                                                            | Qual. Mondiali 2011                                                   | -                                                                     |                                                                       |
| 24-10-2009                                                            | Erevan                                                                | Armenia                                                               | 0 – 8                                                                 | Italia                                                                | Qual. Mondiali 2011                                                   | -                                                                     |                                                                       |
| 25-11-2009                                                            | Francavilla al Mare                                                   | Italia                                                                | 7 – 0                                                                 | Armenia                                                               | Qual. Mondiali 2011                                                   | -                                                                     |                                                                       |
| 24-2-2010                                                             | Nicosia                                                               | Nuova Zelanda                                                         | 1 – 0                                                                 | Italia                                                                | Cyprus Cup 2010                                                       | -1                                                                    |                                                                       |
| 1-3-2010                                                              | Nicosia                                                               | Italia                                                                | 1 – 1                                                                 | Paesi Bassi                                                           | Cyprus Cup 2010                                                       | -1                                                                    |                                                                       |
| 27-3-2010                                                             | Tocha                                                                 | Portogallo                                                            | 1 – 3                                                                 | Italia                                                                | Qual. Mondiali 2011                                                   | -1                                                                    |                                                                       |
| 31-3-2010                                                             | Ascoli Piceno                                                         | Italia                                                                | 1 – 1                                                                 | Finlandia                                                             | Qual. Mondiali 2011                                                   | -1                                                                    |                                                                       |
| 19-6-2010                                                             | Montereale Valcellina                                                 | Italia                                                                | 6 – 0                                                                 | Slovenia                                                              | Qual. Mondiali 2011                                                   | -                                                                     |                                                                       |
| 23-6-2010                                                             | Vantaa                                                                | Finlandia                                                             | 1 – 3                                                                 | Italia                                                                | Qual. Mondiali 2011                                                   | -1                                                                    |                                                                       |
| 11-9-2010                                                             | Besançon                                                              | Francia                                                               | 0 – 0                                                                 | Italia                                                                | Qual. Mondiali 2011 - Play-off                                        | -                                                                     |                                                                       |
| 15-9-2010                                                             | Gubbio                                                                | Italia                                                                | 2 – 3                                                                 | Francia                                                               | Qual. Mondiali 2011 - Play-off                                        | -3                                                                    |                                                                       |
| 2-10-2010                                                             | Černihiv                                                              | Ucraina                                                               | 0 – 3                                                                 | Italia                                                                | Qual. Mondiali 2011 - Play-off                                        | -                                                                     |                                                                       |
| 6-10-2010                                                             | Latina                                                                | Italia                                                                | 0 – 0                                                                 | Ucraina                                                               | Qual. Mondiali 2011 - Play-off                                        | -                                                                     |                                                                       |
| 23-10-2010                                                            | Treviso                                                               | Italia                                                                | 1 – 0                                                                 | Svizzera                                                              | Qual. Mondiali 2011 - Play-off                                        | -                                                                     |                                                                       |
| 27-10-2010                                                            | Aarau                                                                 | Svizzera                                                              | 2 – 4                                                                 | Italia                                                                | Qual. Mondiali 2011 - Play-off                                        | -2                                                                    |                                                                       |
| 20-11-2010                                                            | Padova                                                                | Italia                                                                | 0 – 1                                                                 | Stati Uniti                                                           | Qual. Mondiali 2011 - Play-off UEFA-CONCACAF                          | -1                                                                    |                                                                       |
| 27-11-2010                                                            | Bridgeview                                                            | Stati Uniti                                                           | 1 – 0                                                                 | Italia                                                                | Qual. Mondiali 2011 - Play-off UEFA-CONCACAF                          | -1                                                                    |                                                                       |
| 2-3-2011                                                              | Larnaca                                                               | Inghilterra                                                           | 2 – 0                                                                 | Italia                                                                | Cyprus Cup 2011                                                       | -2                                                                    |                                                                       |
| 4-3-2011                                                              | Nicosia                                                               | Italia                                                                | 0 – 1                                                                 | Canada                                                                | Cyprus Cup 2011                                                       | -1                                                                    |                                                                       |
| 9-3-2011                                                              | Larnaca                                                               | Russia                                                                | 0 – 2                                                                 | Italia                                                                | Cyprus Cup 2011 - Finale 9º posto                                     | -                                                                     | 79’                                                                   |
| 3-6-2011                                                              | Osnabrück                                                             | Germania                                                              | 5 – 0                                                                 | Italia                                                                | Amichevole                                                            | -5                                                                    |                                                                       |
| 17-9-2011                                                             | Sarajevo                                                              | Bosnia ed Erzegovina                                                  | 0 – 1                                                                 | Italia                                                                | Qual. Euro 2013                                                       | -                                                                     |                                                                       |
| 26-10-2011                                                            | Treviso                                                               | Italia                                                                | 2 – 0                                                                 | Russia                                                                | Qual. Euro 2013                                                       | -                                                                     |                                                                       |
| 19-11-2011                                                            | Pruszków                                                              | Polonia                                                               | 0 – 5                                                                 | Italia                                                                | Qual. Euro 2013                                                       | -                                                                     |                                                                       |
| 23-11-2011                                                            | Trani                                                                 | Italia                                                                | 2 – 0                                                                 | Grecia                                                                | Qual. Euro 2013                                                       | -                                                                     |                                                                       |
| 8-12-2011                                                             | San Paolo                                                             | Brasile                                                               | 5 – 1                                                                 | Italia                                                                | Torneio Internacional 2011                                            | -5                                                                    |                                                                       |
| 11-12-2011                                                            | San Paolo                                                             | Italia                                                                | 2 – 2                                                                 | Danimarca                                                             | Torneio Internacional 2011                                            | -2                                                                    |                                                                       |
| 18-12-2011                                                            | San Paolo                                                             | Italia                                                                | 3 – 2                                                                 | Cile                                                                  | Torneio Internacional 2011 - Finale 3º posto                          | -2                                                                    |                                                                       |
| 28-2-2012                                                             | Larnaca                                                               | Paesi Bassi                                                           | 2 – 1                                                                 | Italia                                                                | Cyprus Cup 2012                                                       | -2                                                                    |                                                                       |
| 6-3-2012                                                              | Paralimni                                                             | Italia                                                                | 3 – 1                                                                 | Inghilterra                                                           | Cyprus Cup 2012 - Finale 3º posto                                     | -1                                                                    |                                                                       |
| 31-3-2012                                                             | Ferrara                                                               | Italia                                                                | 4 – 0                                                                 | Bosnia ed Erzegovina                                                  | Qual. Euro 2013                                                       | -                                                                     |                                                                       |
| 4-4-2012                                                              | Podol'sk                                                              | Russia                                                                | 0 – 2                                                                 | Italia                                                                | Qual. Euro 2013                                                       | -                                                                     |                                                                       |
| Totale                                                                |                                                                       | Presenze                                                              | 42                                                                    |                                                                       | Reti                                                                  | -44                                                                   |                                                                       |

## Palmarès

### Club

#### Competizioni nazionali
- Campionato italiano: 3

Bardolino Verona: 2006-2007, 2007-2008, 2008-2009
- Coppa Italia: 2

Bardolino: 2005-2006, 2006-2007
- Supercoppa italiana: 2

Bardolino Verona: 2007, 2008